# Altoparlantes
Altoparlantes es el primer EP de la banda de punk rock argentina Expulsados, publicado en el año 2001 por la discográfica Rock And Roll Discos. Fue producido por la banda y es el primer trabajo con Marcelo Expulsado como miembro del grupo. Este EP está conformado por versiones de diversos artistas como Elvis Presley, The Choir, The Animals, Beach Boys, Los Shakers y The Kinks. Fue reeditado en el año 2002 con tres canciones extras y tuvo una secuela: Altoparlantes 2 (2008).

## Lista de canciones
| N.º   | Título                                     | Duración |  |
| 1.    | «It's Cold Outside» (D. Klawson)           | 2:40     |  |
| 2.    | «All Day And All Of The Night» (R. Davies) | 2:09     |  |
| 3.    | «Treat Me Nice» (J. Leiber/M. Stoller)     | 1:50     |  |
| 4.    | «When I'm Not There» (Hicks)               | 1:41     |  |
| 5.    | «What A Love» (Hugo/Osvaldo)               | 2:33     |  |
| 6.    | «Little Honda» (B. Wilson/M. Love)         | 1:44     |  |
| 7.    | «The House Of The Rising Sun» (Price)      | 3:39     |  |
| 16:21 |                                            |          |  |

Bonus tracks en la reedición de 2002
Todas las canciones compuestas por Sebastián Expulsado.

| N.º   | Título                                                                    | Duración |  |
| 8.    | «Poción de amor» (del compilado Invasión 99, 1999)                        | 2:14     |  |
| 9.    | «Un mal sueño» (del compilado La furia records II, 1994)                  | 4:10     |  |
| 10.   | «Diego (Entregando el corazón)» (del compilado La furia records II, 1994) | 3:22     |  |
| 26:10 |                                                                           |          |  |

## Créditos
Expulsados
- Sebastián Expulsado - Voz
- Marcelo Expulsado - Guitarra
- Ariel Expulsado - Bajo y coros
- Bonzo Expulsado - Batería